# Rhode Island Army National Guard
La Rhode Island Army National Guard è una componente della Riserva militare della Rhode Island National Guard, inquadrata sotto la U.S. National Guard. Il suo quartier generale è situato presso la città di Providence.

## Organizzazione
Attualmente, al 1 Gennaio 2018, sono attivi i seguenti reparti :

### Joint Forces Headquarters
- JFHQ, Army Element
- Medical Detachment
- Recruiting & Retention Battalion
- 13th Civil Support Team (WMD)

### 43rd Military Police Brigade
- Headquarters & Headquarters Company - Warwick
- 118th Military Police Battalion
  - Headquarters & Headquarters Detachment - Warwick
  -  115th Military Police Company
  -  169th Military Police Company - Warren
- 1st Battalion, 103rd Field Artillery Regiment (M-777)
  -  Headquarters & Headquarters Battery
  -  Battery A - Providence
  -  Battery B - North Smithfield
  -  Battery C - New Hampshire Army National Guard
  -  1207th Forward Support Company (-) - Camp Fogarty
    - Detachment 1 - New Hampshire Army National Guard

### 56th Troop Command
- Headquarters & Headquarters Company - East Greenwich
- Company A, 2nd Battalion, 19th Special Forces - Middletown
  - Detachment 2, HHD, 2nd Battalion, 19th Special Forces
- Company C, 1st Battalion, 143rd Infantry Regiment (Airborne) - East Greenwich
- Company A, 1st Battalion, 182nd Infantry Regiment
- 861st Engineer Support Company - East Greenwich
- 88th Army Band - East Greenwich
- 110th Mobile Public Affairs Detachment
- Aviation Support Facility #1 - Quonset State Airport
- 1st Battalion 126th Aviation Regiment (General Support) - Sotto il controllo operativo della 449th Theater Aviation Brigade, North Carolina Army National Guard
  -  Headquarters & Headquarters Company - Quonset
  -  Company A (CAC) - Equipaggiata con 8 UH-60L 
  - Company B - California Army National Guard
  - Company C - Maine Army National Guard
  -  Company D (-) (AVUM)
  -  Company E (-) (Forward Support)
  - Company F (ATS) - California Army National Guard
  -  Company G (-) (MEDEVAC) - Equipaggiata con 3 UH-60L
- Company A (-), 2nd Battalion, 245th Aviation Regiment (Fixed Wings) - Equipaggiato con 1 C-12
- Detachment 23, Operational Support Airlift Command